# Blarina brevicauda telmalestes
Blarina brevicauda telmalestes es una subespecie de musaraña de la familia soricidae.

## Distribución geográfica
Se encuentra en Norteamérica: los Estados Unidos.